# 及川健二
及川 健二（おいかわ けんじ、1980年4月14日 - ）は、日本の自称ジャーナリスト。著書ではほかにフリーライター、ユーチューバーとも称している。

## 人物
著書を多く出版している。
日本で初めての政治系Youtubeチャンネルを始めたと主張している。
ウェブメディアを運営し、松井一郎大阪市長や吉村洋文大阪府知事の定例記者会見に参加しては批判や持論を展開していた。
また日仏政治学会の各々正式会員であると著書やインターネット上で自称している。
フランスに留学経験がある。
2023年3月17日、松井一郎大阪市長の住居がある八尾市内のマンションのオートロック内側の住民専用共用部分にいたところを不審に思った管理人が警察に通報し、建造物侵入の疑いで逮捕された。及川本人は松井一郎に取材のためマンションを訪問したことは認めているが、違法性は否認している。その後、処分保留で釈放され、5月31日、大阪地方検察庁は及川を嫌疑なしの不起訴処分としたと発表した。

## 著書
- 崩壊した「中国システム」とEUシステム 主権・民主主義・健全な経済政策　2019 藤原書店
  - 荻野文隆 編　
  - F・アスリノ／E・トッド 荻野文隆／田村秀男／藤井聡／安藤裕／中野剛志／柴山桂太／浜崎洋介／小沢一郎／山本太郎／大塚耕平／菅直人／海江田万里／及川健二／E・ユソン／C・ドローム／D・ケイラ／V・ブルソー
- 『本当に野党ではダメなのか？――野党が掲げる成長のための経済政策』2021年9月、亜紀書房
- 『ゲイ＠パリ 現代フランス同性愛事情』2006年10月、長崎出版
- 『沸騰するフランス 暴動・極右・学生デモ・ジダンの頭突き』2006年10月、花伝社
- 『フランスは最高 僕の留学体験記』 2007年6月、花伝社
- 「オカマ」は差別か: 『週刊金曜日』の「差別表現」事件 (反差別論の再構築へ VOL. 1）2002 ポット出版
- 「オカマの道、七〇年　常識を越えて」2002年6月　東郷健著　　構成・文　及川健二　ポット出版
- 『年金のウソ　隠される積立金147兆円　2004年6月　保坂展人著　構成 及川健二

## 及川経営のウェブサイト上で主張している所属組織
- 日本外国特派員協会[7]
- 在日フランス人協会[7]
- 日仏政治学会[7]
- Ligue des droits de l'homme (France)[7]
- Homosexualités et socialisme[7]
- Amnesty International France[7]
- Act Up-Paris[7]
- Attac France[7]
- フランスドキュメンタリー映画監督協会(Addoc)[7]
- 国境なき記者団
- ペシャワール会